# Sullust
A Sullust a Csillagok háborúja elképzelt univerzumának egyik bolygója.
A Sullust rendszer harmadik és legfontosabb bolygója. A Rimma Kereskedelmi Útvonal és a Silvestri Csapás kereszteződésében fekszik.

## Leírása
A bolygó az űrből lakhatatlannak látszik. Színes sziklák, lávafolyások, és sűrű, vulkáni füst borítja be szinte az egész bolygót. A bolygó légköre forró és mérgező, gyakoriak a heves viharok.
A Sullust ismert az ásványi anyagairól, bányáiról, technológiájáról és vulkanikusságáról. Bár vulkanikusan aktív, csak néhány ténylegesen aktív vulkánja van. Ezeket az őslakosok messzire elkerülik.

## Élővilága
Egyetlen értelmes faj a sullusti. A sullustiak jellemzői: kis termet (max. 1-1,5 m magasság), egérszerű, de humanoid megjelenés, hatalmas fekete szemek, hegyes fülek, laza alsó állkapocs. Társas lények. Jó irányérzékkel rendelkeznek, ezért galaxisszerte mint pilóták és navigátorok dolgoznak.
Egyéb élőlények: seluss, egy kígyófajta, ami a barlangokban él. A bányászok kedvező jelnek tekintették, ha hirtelen feltűnt, mert ez azt jelentette, hogy a terület biztonságosan megközelíthető és ugyanúgy el is lehet hagyni. (A Seluss nevet az őslakosok férfinévként alkalmazzák).
A Sulon holdat élelmiszertermelésre használják.

## Történelme
|  | Alább a cselekmény részletei következnek! |

A sullustiak kénytelenek a felszín alatti hűvösebb és nedves barlangokban élni, amik átszövik a bolygó felső kérgét.
A föld alatt kialakuló városok építése és folyamatos fenntartása kialakította azt az igényt, hogy tanulmányozzák és megértsék bolygójuk szeizmológiai és vulkanikus működését, és az épületeket ezek figyelembe vételével alakítsák ki.
A barlangokban találhatók még föld alatti tavak is, amik nagy számú faj életterét biztosítják.
A nagy és több lábon álló SoroSuub Corporation a barlangokban kialakult üzemekből nőtt ki, a munkaképes lakosságnak mintegy felét ők foglalkoztatják. Amikor a Sullusti Tanács feloszlott, a SoroSuub Corp bejelentette, hogy szövetségre lép a bolygó nevében a Birodalommal. A dolgozók körében ez nagy felháborodással járt és lázadási hullám tört ki, nem sokkal az endori csata előtt. A győzedelmeskedő lázadások lehetővé tették, hogy a sullustiak önként felajánlják a bolygójukat a Lázadó Szövetségnek, akik hatalmas flottájuk számára megállóként használták a második Halálcsillaggal való összecsapás felé tartó útjukon.

## Megjelenése a filmekben
A jedi visszatér című filmben Darth Vader jelenti a második Halálcsillagon trónoló Uralkodónak, hogy a lázadók űrflottája a Sullust környékén gyülekezik, a Császár azonban megnyugtatja: nincs ok az aggodalomra, hamarosan megsemmisítik őket.
A második Halálcsillag elleni támadásban részt vevő Millennium Falcon pilótája Lando Calrissian volt, mellette egy sullusti, Nien Nunb volt a másodpilóta. A csata után a pilóta valóságos hőssé vált honfitársai szemében, a bolygó pedig megbízható és értékes tagja lett az Új Köztársaságnak.
Maguk a sullustiak az alábbi filmekben szerepelnek:
- Csillagok háborúja I: Baljós árnyak
- Csillagok háborúja II: A klónok támadása
- Csillagok háborúja VI: A jedi visszatér

Nunb a filmben Haya nyelven (Kenyai törzsi nyelv) szólal meg .

## Megjelenése videojátékokban
- Star Wars: Empire at War
- Star Wars Battlefront: Renegade Squadron
- Star Wars: Racer Revenge (csak Playstation 2)
- Star Wars: Empire at War: Forces of Corruption (kieg.)
- Star Wars: Rebellion (1998)
- Star Wars: Rogue Squadron (1998)
- Star Wars: Jedi Knight: Dark Forces II (1997)
- Star Wars: Battlefront 3 (2015 )

## Megjelenése képregényekben
- Star Wars: The Old Republic, Blood of the Empire Act 1: Shades of the Sith
- Star Wars: Return of the Jedi 3: Mission to Endor

## Megjelenése könyvekben
Troy Denning: Dark Nest II – The Unseen Queen (Del Rey, 2005)

## Fordítás
- Ez a szócikk részben vagy egészben  a   Sullust című angol Wikipédia-szócikk fordításán alapul.  Az eredeti cikk szerkesztőit annak laptörténete sorolja fel. Ez a jelzés csupán a megfogalmazás eredetét és a szerzői jogokat jelzi, nem szolgál a cikkben szereplő információk forrásmegjelöléseként.